# Robert Mioduszewski
Robert Mioduszewski (ur. 10 grudnia 1973 w Sławnie) – polski piłkarz występujący na pozycji bramkarza oraz trener bramkarzy.

## Kariera
Karierę zaczynał Sławie Sławno, następnie występował w Gryfie Słupsk i Jantarze Ustka. Jesienią 1993 trafił do występującego w ekstraklasie Lecha Poznań. W Lechu wystąpił 44 razy w najwyższej klasie rozgrywkowej, mając krótką przerwę na wypożyczenie do Zawiszy Bydgoszcz. Przed sezonem 1998/1999 opuścił Poznań i przeszedł do Zagłębia Lubin, w którym przez 4 lata zaliczył kolejne 84 występy w ekstraklasie. Kolejnym klubem był grecki Panserraikos F.C., z którego po pół roku wrócił do Polski, by reprezentować barwy warszawskiej Polonii. Po jednej rundzie odszedł do beniaminka pierwszej ligi – Górnika Łęczna, a wiosną 2006 został zawodnikiem Kujawiaka Włocławek, który jeszcze przed rundą wiosenną przeniósł się do Bydgoszczy i grał pod nazwą Zawiszy. Po rundzie jesiennej sezonu 2006/2007 jego była drużyna – Zawisza Bydgoszcz S.A., której był podstawowym zawodnikiem, zajmowała II miejsce na zapleczu ekstraklasy, w czym Mioduszewski miał znaczny udział – był w bardzo dobrej dyspozycji i uratował bydgoskiemu klubowi sporo punktów. W przerwie zimowej Zawisza (oficjalnie na protest przeciw korupcji w polskiej piłce nożnej) wycofał się z rozgrywek. W związku z tym rozwiązano kontrakty ze wszystkimi zawodnikami. 
14 lutego 2007 roku podpisał kontrakt z Ruchem Chorzów, z którym awansował do ekstraklasy. Przed sezonem 2009/2010 zasilił lubelski Motor. Na swoim koncie ma rozegranych 196 meczów w polskiej ekstraklasie. W czerwcu 2010 został trenerem bramkarzy Podbeskidzia Bielsko-Biała. Pracował tam nieco ponad 2 lata, jednak 6 października 2012 roku na tym stanowisku zastąpił go Mirosław Dreszer. Następnie pracował w Odrze Opole, a od 8 stycznia 2014 roku szkolił bramkarzy Floty Świnoujście. Kiedy drużyna z zachodniopomorskiego wycofała się z rozgrywek I. ligi, Mioduszewski odszedł z klubu i od 10 lipca 2015 roku jest trenerem bramkarzy w Dolcanie Ząbki.